# Frank Schätzing

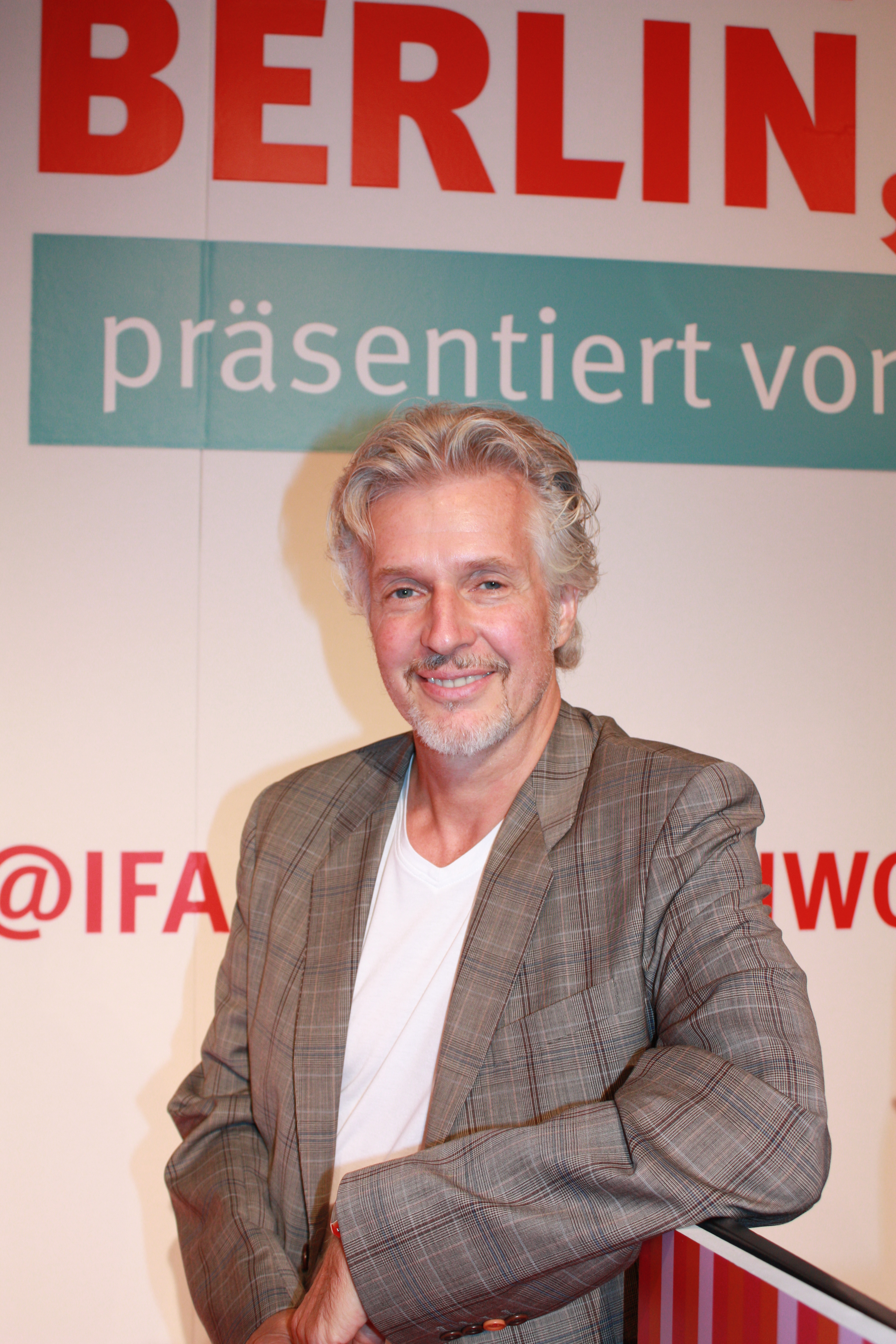
Frank Schätzing (2012)

Frank Schätzing (n. 28 mai 1957, Köln) este un scriitor german de literatură științifico-fantastică.

## Notițe biografice
Frank Schätzing a studiat științele comunicării, după care a condus propria sa agenție de publicitate INTEVI fondată la Köln. La începutul anului 1990, a întreprins primele încercări literare.

## Lucrări

### Romane
- Tod und Teufel (Moartea și diavolul), 1995
- Mordshunger (O foame de moarte), 1996
- Die dunkle Seite (Partea obscură), 1997
- Keine Angst (Fără panică), 1999
- Lautlos (Liniște), 2000
- Der Schwarm, 2004
  - Adâncuri, traducere Ramona Ioana Tarka, Editura RAO, 2007, ISBN 973-103-447-8
- Nachrichten aus einem unbekannten Universum (Știri dintr-un univers necunoscut), 2006
- Die tollkühnen Abenteuer der Ducks auf hoher See, 2006

### Piese radiofonice
- 1999/2003 Tod und Teufel (Moartea și diavolul)
- 2001 Keine Angst (Fără panică)
- 2004 Der Schwarm
- 2006 Nachrichten aus einem unbekannten Universum (Știri dintr-un univers necunoscut)

## Premii literare
- 2005 : Goldene Feder pentru romanul său Der Schwarm
- 2005 : Premiul german de science-fiction  pentru romanul său Der Schwarm
- 2004 : Premiul de publicație "Corine", secțiunea literatură
- 2002 : Köln Literatur Preis (Premiul literar al orașului Köln)

## Vezi și
- Științifico-fantasticul în Germania